# Verla
Verla és una antiga fàbrica de tractament de fusta i cartró prop de Jaala, al sud-est de Finlàndia.
Està inscrita des de 1996 en la Llista del Patrimoni Mundial.
És un exemple de les instal·lacions industrials a les zones rurals que van ser molt comunes al nord d'Europa i Amèrica del Nord durant el segle xix, abans de desaparèixer gairebé per complet.

## Galeria

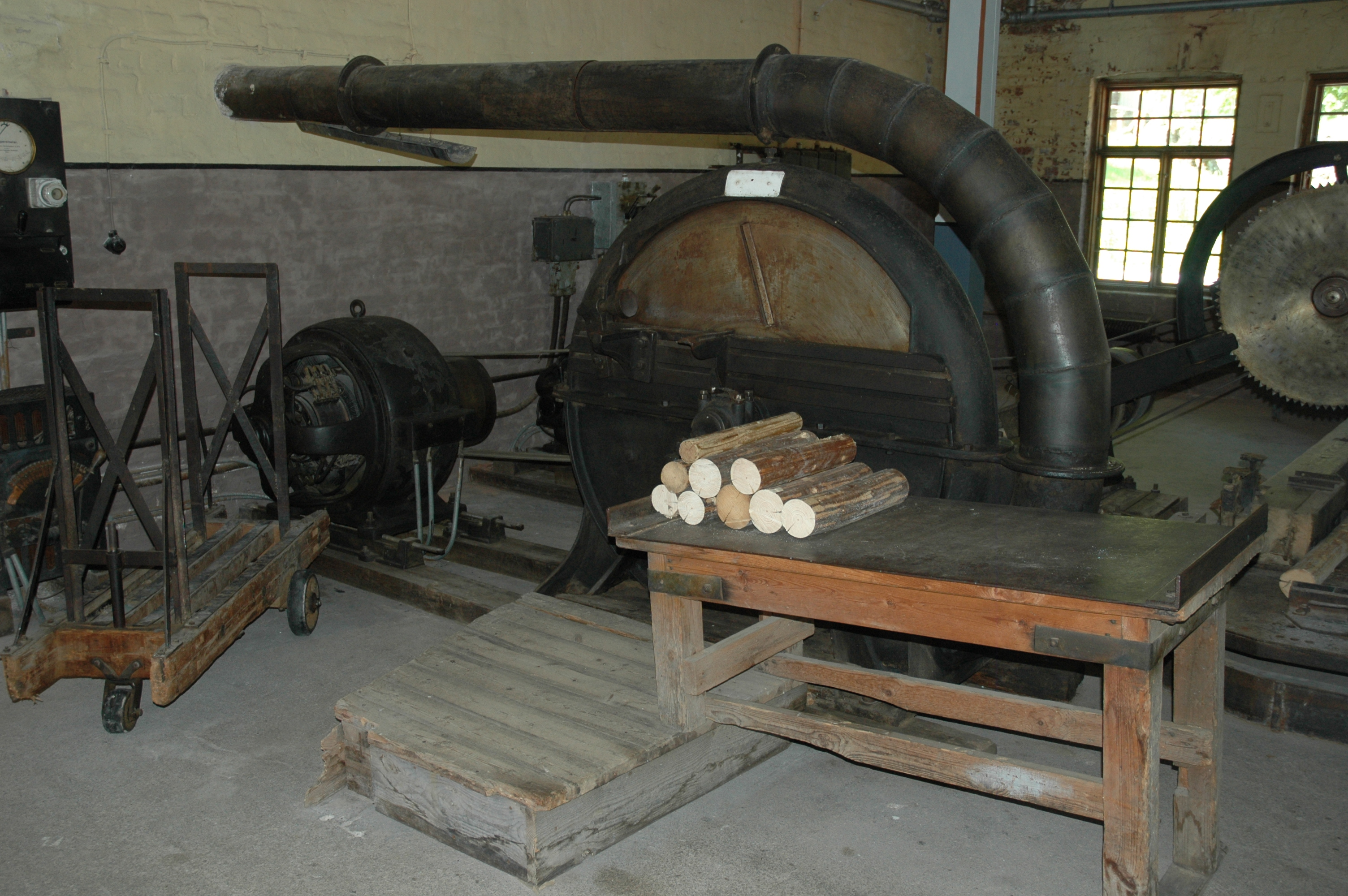
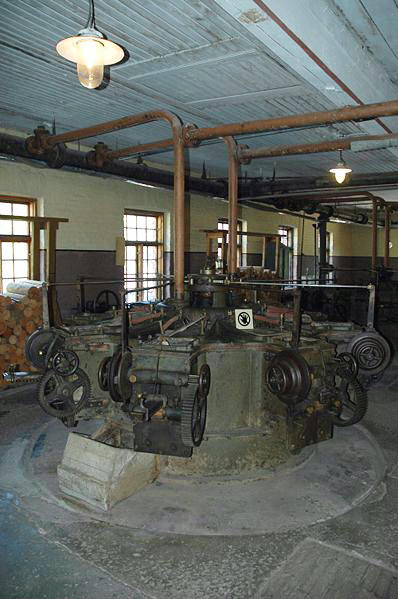
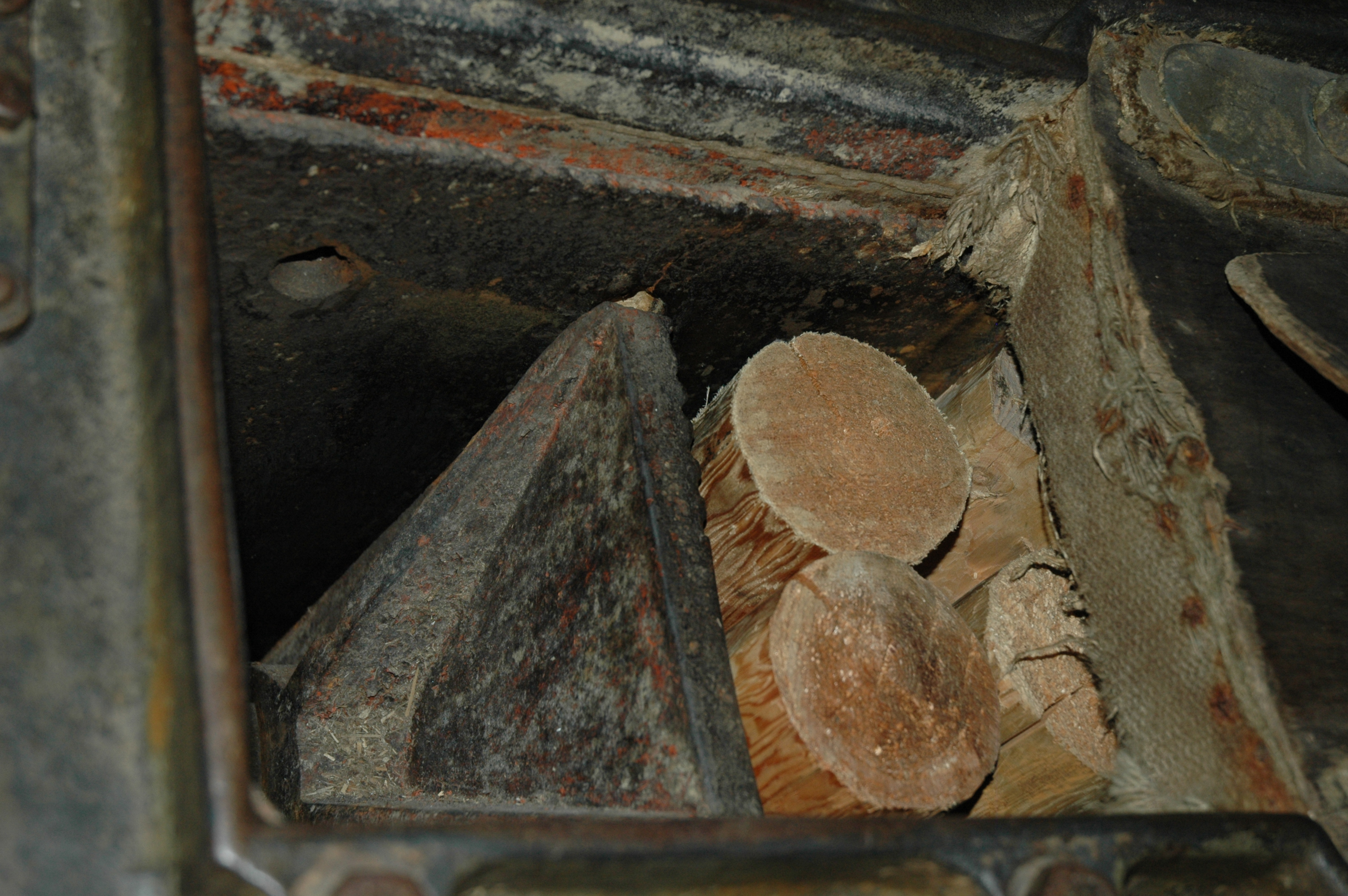
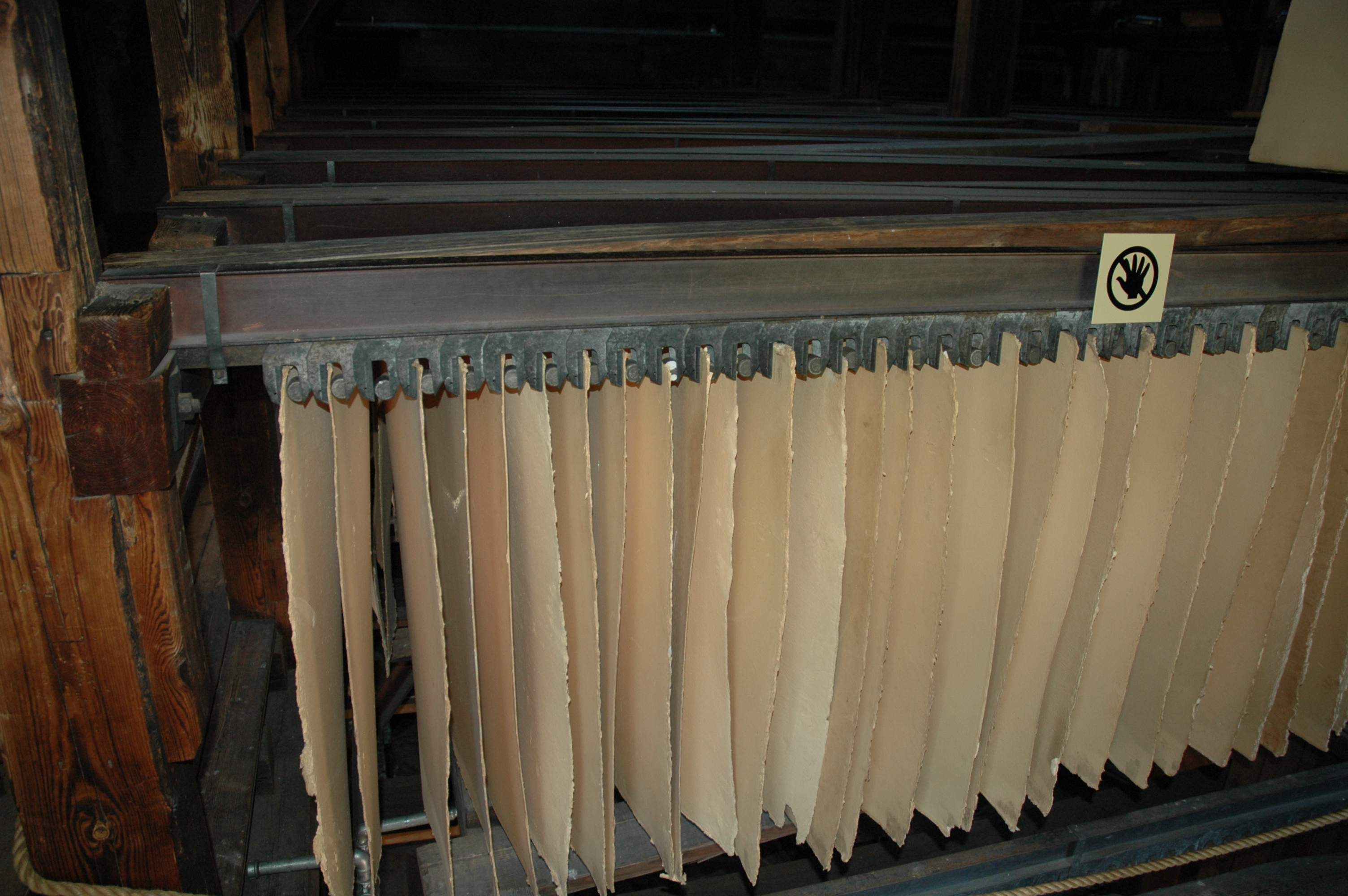
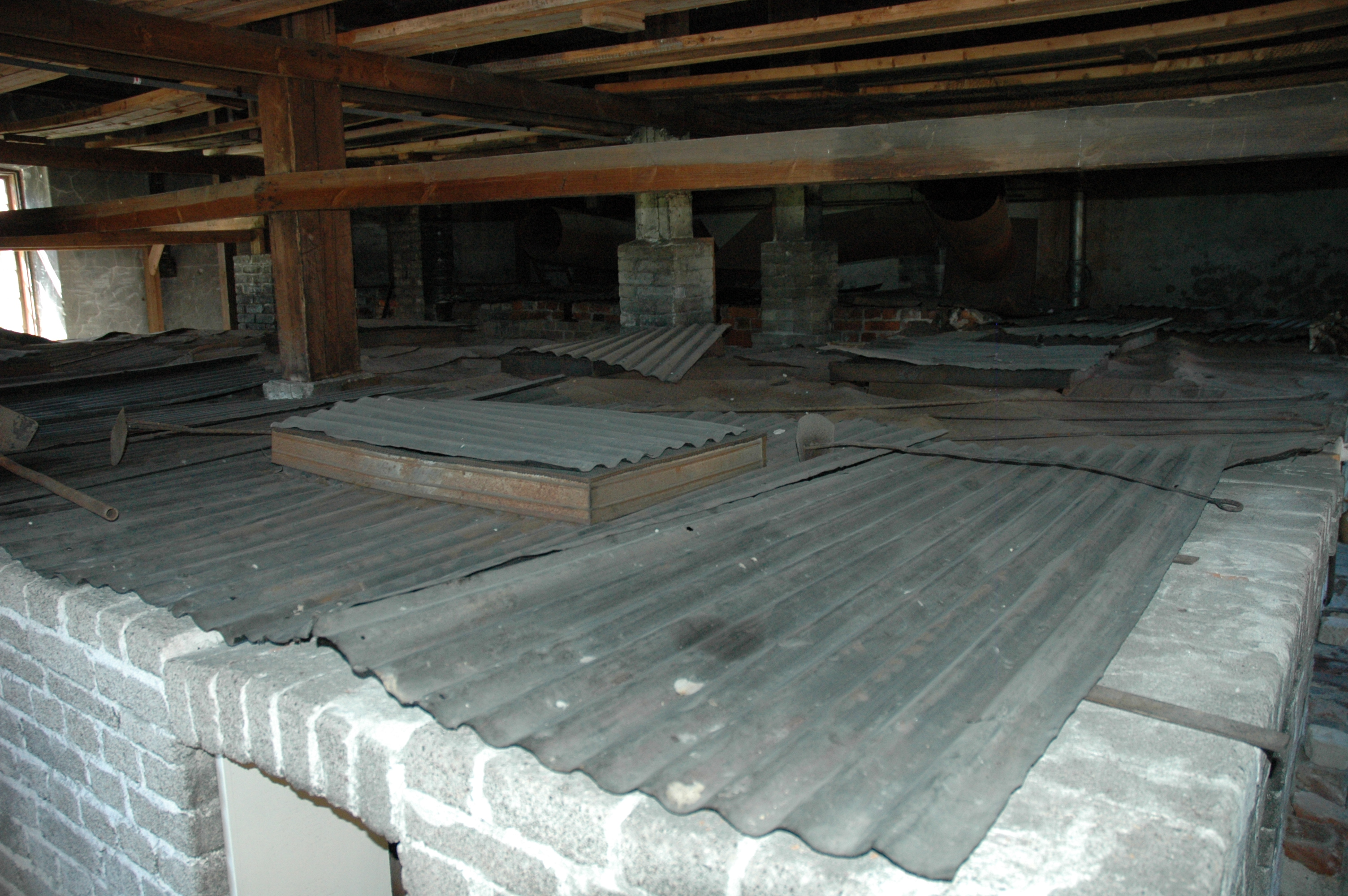
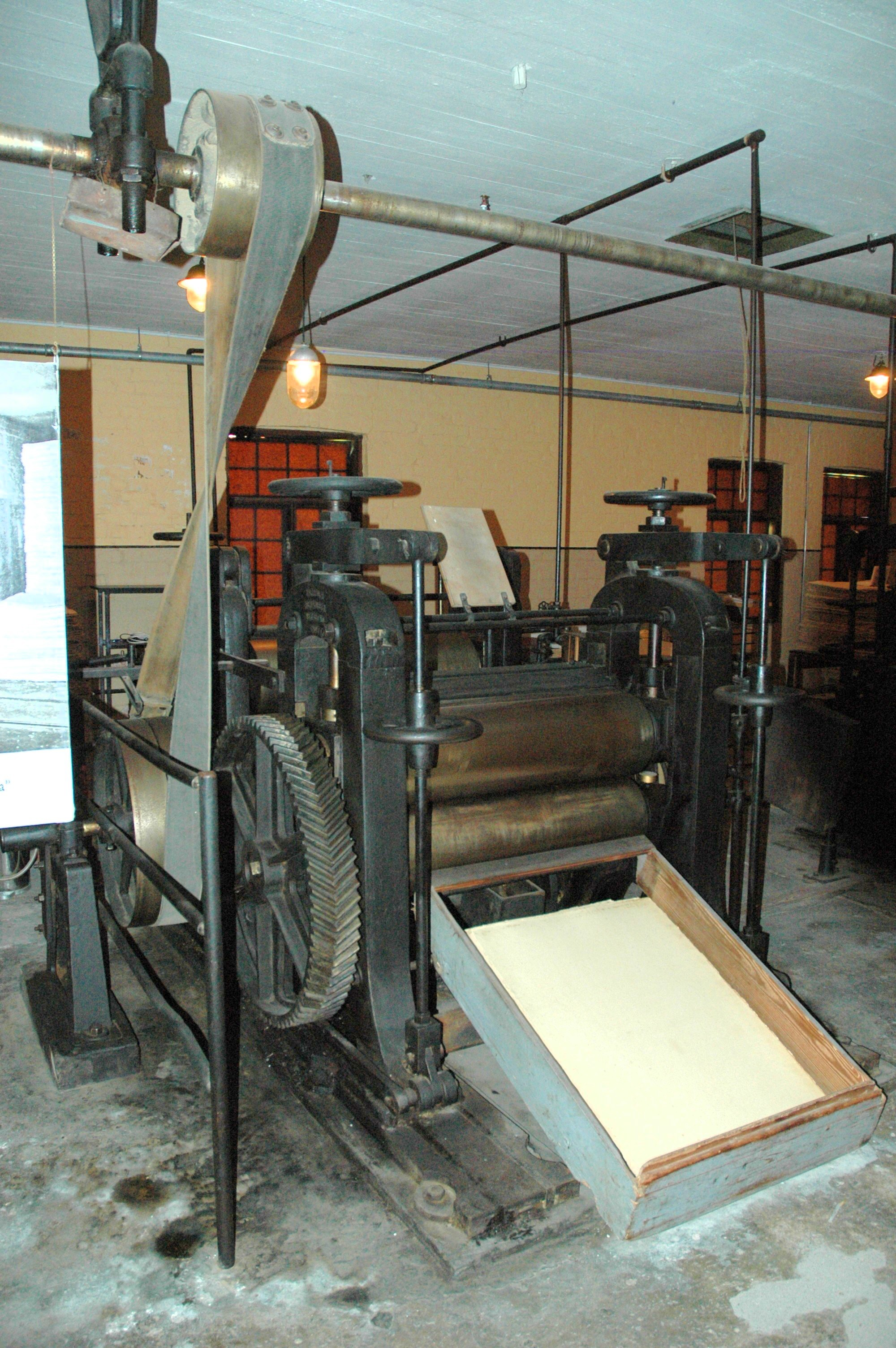
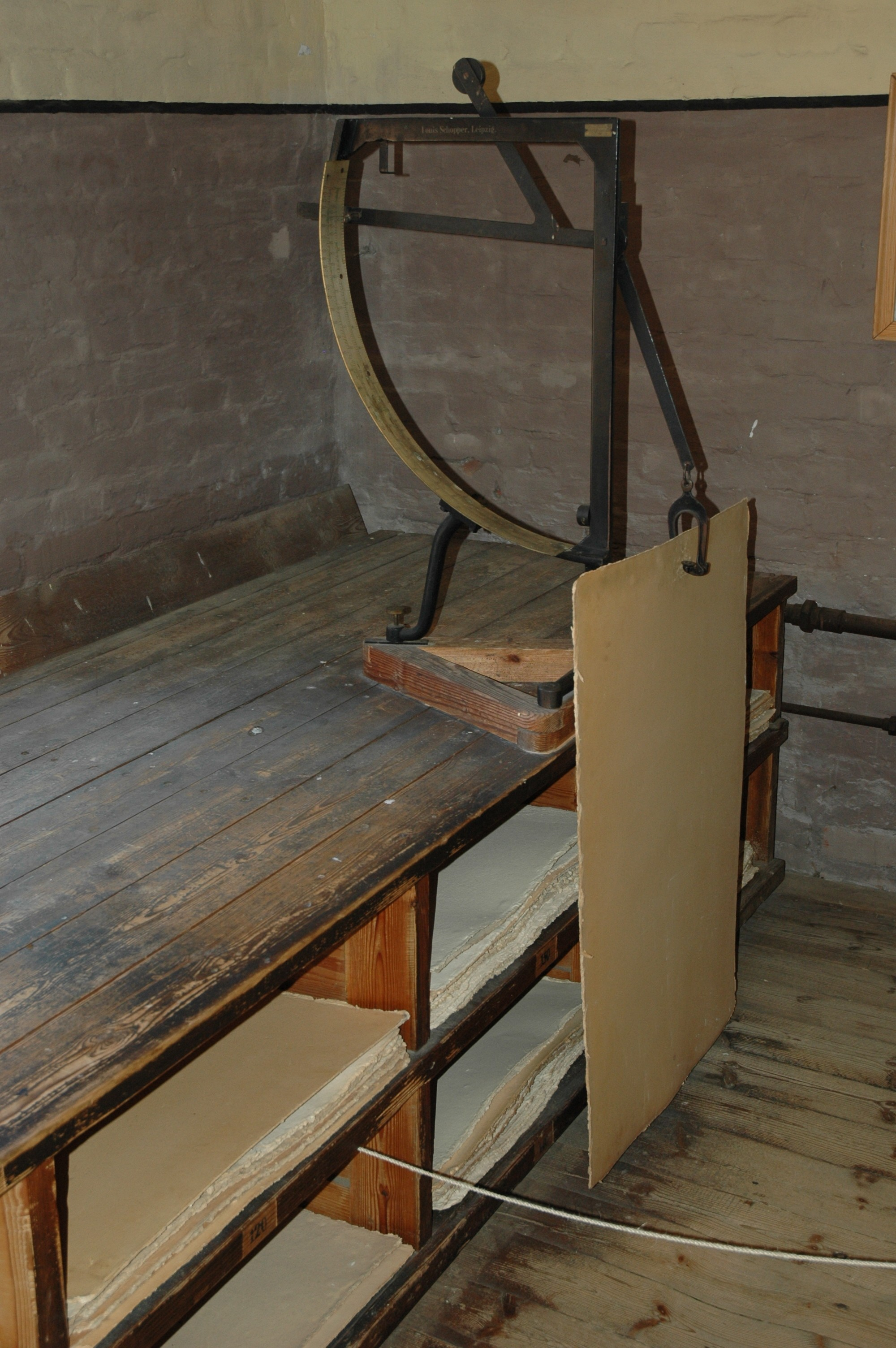